# 223e division d'infanterie (Empire allemand)
Pour les articles homonymes, voir 223e division d'infanterie.
La 223e division d'infanterie est une unité de l'armée allemande créée en 1916 qui participe à la Première Guerre mondiale.

## Chefs de corps
| Grade        | Nom                   | Date                                |
| ------------ | --------------------- | ----------------------------------- |
| Generalmajor | Georg Mühry (de)      | 1er octobre 1916 - 1er janvier 1917 |
| Generalmajor | Oskar Haevernick (de) | 2 janvier 1917 - 10 septembre 1918  |